# Titane
Titane är en fransk-belgisk dramafilm från 2021 i regi av Julia Ducournau.

## Utmärkelser
Filmen vann Guldpalmen vid Filmfestivalen i Cannes 2021.

## Rollista i urval
- Vincent Lindon - Vincent
- Agathe Rousselle - Alexia / Adrien
- Garance Marillier - Justine
- Bertrand Bonello - Alexias far
- Myriem Akheddiou - Adriens mor
- Dominique Frot - Macarena-damen